# Drage (Frise-du-Nord)
Pour les articles homonymes, voir Drage.
Drage est une commune de Schleswig-Holstein, dans l'arrondissement de Frise-du-Nord, en Allemagne. 